# Gil Ferrer Cutiño
Gil Ferrer Cutiño (* 11. Oktober 1974 in San Luis) ist ein deutsch-kubanischer Volleyball-Trainer. Zuvor war er als Spieler in der Halle und im Beachvolleyball aktiv.

## Karriere
Ferrer Cutiño wuchs in armen Verhältnissen in Kuba auf. Sportlich interessierte er sich zunächst mehr für Baseball, aber seine Mutter setzte durch, dass er wie seine Geschwister Volleyball spielte. In seiner Heimat war er acht Jahre lang als Beachvolleyballer aktiv und wurde in dieser Disziplin gemeinsam mit seinem Halbbruder Francisco viermal nationaler Meister. Im September 2001 heiratete er in Havanna seine damalige deutsche Freundin. Um auf Dauer mit ihr zusammen sein zu können, missachtete er im folgenden Jahr die Vorschrift der kubanischen Behörden, von einer Deutschlandreise nach Kuba zurückzukehren. Der kubanische Verband ließ ihn daraufhin über die FIVB für zwei Jahre sperren. Ab September 2002 trainierte Ferrer Cutiño beim SCC Berlin, durfte aber nicht mitspielen und lebte deshalb von Sozialhilfe.
In der Saison 2004/05 kam er zu seinen ersten Einsätzen in der Bundesliga und in der Champions League. 2006 wechselte der Angreifer, der mittlerweile die deutsche Staatsangehörigkeit erhalten hatte, zu den Ostbek Cowboys, die gerade aus der ersten Liga abgestiegen waren. Ein Jahr später ging er zum VC Leipzig. Im November 2008 wurde er vom Bundesliga-Aufsteiger TSV Giesen/Hildesheim verpflichtet. Später spielte er noch für den Zweitligisten SV Lindow/Gransee.
In der Endphase der Saison 2010/11 wurde er Cheftrainer des Frauen-Bundesligisten Köpenicker SC und erreichte 2012 mit der Mannschaft den neunten Rang in der Liga und damit das bisher beste Ergebnis. Nach dem Ende der Saison 2012/13 wurde der Vertrag mit dem Köpenicker SC nicht mehr verlängert. Ferrer Cutiño wechselte daraufhin zum Ligakonkurrenten Allianz MTV Stuttgart, wo er im April 2013 einen Einjahresvertrag unterschrieb. Nach nur fünf Spieltagen wurde er im November 2013 seitens des MTV Stuttgart gekündigt. Ferrer Cutiño war anschließend eine halbe Saison Trainer der Männer-Mannschaft des Zurich Teams VC Olympia Berlin, die als Nachwuchsteam in der 2. Bundesliga spielte. Seit Sommer 2014 war er Co-Trainer von Giovanni Guidetti, sowohl in der deutschen Frauen-Nationalmannschaft (bis Januar 2015) als auch beim türkischen Erstligisten Vakıfbank Güneş Sigorta İstanbul. Von 2015 bis 2017 war Ferrer Cutiño Co-Trainer der niederländischen Frauen-Nationalmannschaft. Anschließend assistierte er Avital Selinger beim Schweizer Erstligisten Volero Zürich, bevor er 2018 mit der kompletten Mannschaft nach Frankreich zu Volero Le Cannet wechselte.
Von Januar bis März 2021 war Ferrer Cutiño Cheftrainer beim deutschen Frauen-Bundesligisten Schwarz-Weiss Erfurt. Danach wechselte er als Trainer nach Griechenland zu Olympiakos Piräus.